# Białoruś na World Games 2017
Białoruś na World Games 2017 – występ reprezentacji Białorusi na World Games 2017. 
Reprezentacja liczyła 21 zawodników: dziewięć kobiet i dwunastu mężczyzn. Zdobyli oni łącznie, w konkurencjach oficjalnych, 11 medali: 4 złote, 2 srebrne i 5 brązowych. Prócz tego Pawieł Szurmiej, reprezentant w ergometrze wioślarskim, zajął trzecie miejsce i zdobył brąz w tej konkurencji pokazowej. 

## Reprezentanci

### Kobiety
| Zawodniczka         | Dyscyplina      | Konkurencja       | Rezultat                     |
| ------------------- | --------------- | ----------------- | ---------------------------- |
| Natalla Bierdnikawa | wakeboarding    | tricki            |                              |
| Natalla Bierdnikawa | wakeboarding    | skoki             |                              |
| Ludmiła Czysłowa    | boks tajski     | do 51 kg          | ćwierćfinały                 |
| Kaciaryna Hałkina   | gimnastyka      | piłka             |                              |
| Kaciaryna Hałkina   | gimnastyka      | maczugi           | 4. miejsce                   |
| Kaciaryna Hałkina   | gimnastyka      | obręcz            | 5. miejsce                   |
| Kaciaryna Hałkina   | gimnastyka      | wstążka           |                              |
| Alina Harnaśko      | gimnastyka      | piłka             | 4. miejsce                   |
| Alina Harnaśko      | gimnastyka      | maczugi           | 11. miejsce w kwalifikacjach |
| Alina Harnaśko      | gimnastyka      | obręcz            | 4. miejsce                   |
| Alina Harnaśko      | gimnastyka      | wstążka           | 10. miejsce w kwalifikacjach |
| Julija Iwonczyk     | gimnastyka      | kombinacja kobiet |                              |
| Wieranika Nabokina  | gimnastyka      | kombinacja kobiet |                              |
| Karina Sandowicz    | gimnastyka      | kombinacja kobiet |                              |
| Wolha Mielnik       | gimnastyka      | mikst             |                              |
| Jana Tudwasiewa     | taniec sportowy | standard          | 11. miejsce                  |

### Mężczyźni
| Zawodnik            | Dyscyplina          | Konkurencja | Rezultat    |
| ------------------- | ------------------- | ----------- | ----------- |
| Artur Bielakou      | gimnastyka          | mikst       |             |
| Alaksandr Biazmien  | pływanie z płetwami | 200 m       | 7. miejsce  |
| Pawieł Dzialendzik  | boks tajski         | do 71 kg    | 4. miejsce  |
| Dmitrij Gawriłow    | pływanie z płetwami | 100 m       |             |
| Dmitrij Gawriłow    | pływanie z płetwami | 50 m        |             |
| Pawieł Hryszanowicz | boks tajski         | do 67 kg    | ćwierćfinał |
| Wital Hurkou        | boks tajski         | do 75 kg    |             |
| Alaksandr Isajeu    | wakeboarding        | skoki       |             |
| Alaksandr Samosiuk  | taniec              | standard    | 11. miejsce |
| Mikita Szostak      | boks tajski         | do 81 kg    |             |
| Pawieł Szurmiej     | ergometr wioślarski | 500 m       |             |
| Pawieł Szurmiej     | ergometr wioślarski | 2000 m      | 5. miejsce  |
| Alaksiej Żarnasiek  | wakeboarding        | triki       | 7. miejsce  |
| Maksim Żuk          | boks tajski         | do 6,5 kg   | ćwierćfinał |